# Enchylaena decalvans
Enchylaena decalvans är en amarantväxtart som beskrevs av Michel Gandoger. Enchylaena decalvans ingår i släktet Enchylaena och familjen amarantväxter. Inga underarter finns listade i Catalogue of Life.